# Blomer & Schüler
Blomer & Schüler war ein deutsches Unternehmen in Nürnberg, das von 1919 bis 1974 Blechspielzeug produzierte.

## Geschichte
Das Unternehmen wurde 1919 durch Richard Blomer und Leonhard Schüler (* 20. Juli 1887) gegründet. Beide Gründer arbeiteten vorher in der kaufmännischen Verwaltung bzw. im Vertrieb der Bayerischen Metallwarenfabrik GmbH, Nürnberg. Anfangs wurden Drehstifte, später nur Laufwerke für andere Spielzeughersteller produziert. Der erste Firmenstandort war am Singerplatz. 1924 erfolgte der Bau des Firmengebäudes Kirchenweg 71 und die Verlegung des Firmensitzes an den neuen Standort. 1928 wurde die gesellschaft aufgelöst, jedoch unter gleichem Namen von Leonhard Schüler als Alleingesellschafter weitergeführt.
Ab 1930 begann die Produktion von bunt lithografiertem Blechspielzeug wie Karussells und mechanischen Tieren. Der laufende Elefant „Jumbo“, der später zum Markenzeichen wurde, wurde als erstes Blechspielzeugprodukt 1930 auf der Spielwarenmesse in Leipzig vorgestellt. Eines der bekanntesten Teile war der „Truthahn“, der laufen und mit seinem Blechschwanz ein Rad schlagen konnte. Nach dem Zweiten Weltkrieg traten die beiden Söhne von Leonhard Schüler, Herbert und Adolf, in die Firma ein und führten das Unternehmen weiter. Ab etwa 1950 wurden dann auch Autos und insbesondere Hubschrauber in unterschiedlichen Größen und Ausführungen produziert. 1974 wurde die Produktion eingestellt und die Firma im Handelsregister aufgelöst. Das Firmengebäude wurde verkauft.
Einige Modelle des Unternehmens werden heute noch von der in Emskirchen ansässigen Blechmanufaktur Josef Wagner hergestellt. Der „Truthahn“ und weitere Produkte gehören auch zur Sammlung des Spielzeugmuseums Nürnberg.